# 歐陽莎菲
歐陽莎菲（1923年9月9日—2010年8月3日），本名錢舜英，電影演員，代表作為《天字第一號》、《烽火萬里情》。1960年以《母與女》獲第7屆亞洲影展最佳女配角，1968年以《烽火萬里情》獲第6屆金馬獎最佳女配角。

## 生平
在1944年在上海播映的電影《紅樓夢》中飾演襲人。移居香港後，曾參與電視劇的演出。其正式上契的契仔是演員金興賢，二人於1983年在中間人劉家豪的見證下完成上契儀式。
2010年8月3日晚上7時（中原標準時間）因器官衰竭在美國鹽湖城病逝，享壽87歲。

## 電影
| - 紅樓夢（1944年） - 紅樓殘夢（1948年） - 十三號女盜（1949年）飾 施鳳蓮 - 出海雲霞（1950年）飾 朱麗雲 - 十三太保（1951年） - 條條大路（1951年）飾 二妹馮志蘭 - 摩登太太（1951年） - 626間諜網（1951年） - 雙面人（1952年） - 亂世恩仇（1952年） - 婦人心（1952年） - 別讓丈夫知道（1952年）飾 白菱子 - 孽緣（1952年） - 近水樓台（1952年） - 天翻地覆（1952年） - 浴室艷屍（1952年） - 新紅樓夢（1952年） - 王魁與桂英（1952年） - 慾魔（1952年） - 淑女圖（1952年） - 閨怨（1952年） - 虎落平陽（1952年） - 小夫妻（1953年） - 化身艷影（1953年） - 毋忘今宵（1953年） - 新西廂記（1953年） - 斷腸風月（1956年） - 戀之火（1956年） - 馬路小天使（1957年） - 夜夜盼郎歸（1958年） - 柳暗花明（1958年） - 家有喜事（1959年） - 千面女郎（1959年） - 淘氣千金（1959年） - 桃花淚（1960年） - 殺機重重（1960年） - 野玫瑰之戀（1960年） - 母與女（1960年） - 女俠文婷玉（1960年） - 考道（1960年） - 私戀（1960年） - 紅男綠女（1960年） - 女婷玉火海殲仇（1961年） - 萬里尋親記（1961年） - 星星、月亮、太陽（上）（1961年） - 星星、月亮、太陽（下）（1961年） - 恩重如山（1962年） - 琴台淚影（1962年） - 七鳳嬉春（1962年） - 火中蓮（1962年） - 山東馬永貞（1962年） - 梁山伯與祝英台（1963年）飾 梁山伯母 - 杜鵑花開（1963年） - 第二春（1963年） - 楊乃武與小白菜（1963年） - 女人與小偷（1963年） - 血濺牡丹紅（1964年） - 玉堂春（1964年） - 喬太守亂點鴛鴦譜（1964年） - 山歌戀（1964年） - 王昭君（1964年） - 萬花迎春（1964年） - 新啼笑姻緣（1964年） - 七七敢死隊（1965年） - 宋宮秘史（1965年） - 魚美人（1965年） - 怒海情仇（1965年） - 痴情淚（1965年） - 何日君再來（1966年） - 藍與黑（上）（1966年）飾 高老太太 - 藍與黑（下）（1966年）飾 高老太太 - 橋（1966年） - 野姑娘（1966年） - 歡樂青春（1966年） - 女毒手（1966年） - 三更冤（1967年） - 鐵頭皇帝（1967年） - 垂死天鵝（1967年） - 觀世音（1967年） - 大俠復仇記（1967年） - 慾海情魔（1967年） - 新陳三五娘（1967年） - 烽火萬里情（1967年） - 黛綠年華（1967年）飾 外婆 - 香江花月夜（1967年） - 虹（1968年） - 雲泥（1968年） - 紅辣椒（1968年） - 寒煙翠（1968年） - 春滿乾坤（1968年） - 金石情（1968年） - 神刀（1968年） - 裸屍痕（1969年）飾 葉夫人 - 虎膽（1969年） - 椰林春戀（1969年） - 豪俠傳（1969年） - 千面魔女（1969年） - 碧海青天夜夜心（1969年） - 慾燄狂流（1969年） | - 玉女親情（1970年） - 雙喜臨門（1970年） - 海外情歌（1970年） - 女校春色（1970年） - 女子公寓（1970年） - 夕陽戀人（1971年） - 齊人樂（1971年） - 鳳飛飛（1971年） - 芳華虛度（1971年） - 來如風（1971年） - 鬼太監（1971年） - 亡命徒（1972年） - 多謝老闆娘（1972年） - 十四女英豪（1972年）飾 柴郡主 - 壁虎（1972年） - 娃娃夫人（1972年） - 太陰指（1972年）飾 活死人 - 小雜種（1973年） - 北地胭脂（1973年）飾 精奇嬤嬤 - 牛鬼蛇神（1973年） - 江湖行（1973年） - 七十二家房客（1973年）飾 陳嫂 - 陰陽界（1974年） - 舞衣（1974年） - 一年幽夢（1974年） - 多咀街（1974年） - 花花公子（1974年） - 冬戀（1974年） - 朱門怨（1974年） - 別了親人（1974年） - 捉鼠記（1974年） - 至尊寶（1974年） - 香港73（1974年） - 花飛滿城春（1975年） - 義劫愛神號（1975年） - 社女（1975年） - 千奇百怪俏女傭（1975年） - 十三不搭（1975年） - 大千世界（1975年） - 妙妙女郎（1975年） - 新啼笑姻緣（1975年） - 小山東到香港（1975年） - 逃亡（1975年） - 傾國傾城（1975年） - 心魔（1975年） - 大劫案（1975年） - 惡霸（1975年） - 無奇不有（1975年） - 烏龍賊阿爸（1975年） - 酒吧女郎（1975年） - 盲女奇緣（1975年） - 狼吻（1975年） - 女捕快（1975年） - 香港超人大破摧花黨（1975年） - 遊戲人間三百年（1975年） - 昨夜星辰昨夜風（1975年） - 約會在早晨（1976年）飾 憶文母 - 騙財騙色（1976年） - 飛龍斬（1976年） - 花心三少騷銀姐（1976年） - 賭王大騙局（1976年） - 龍家將（1976年） - 五毒天羅（1976年） - 十字路口（1976年） - 瀛台泣血（1976年） - 下流社會（1976年）飾 劉二嬸 - 水玲瓏（1976年） - 金玉良緣紅樓夢（1977年） - 蒂蒂日記（1977年） - 功夫小子（1977年） - 紅樓春夢（1977年） - 幽蘭在雨中（1977年） - 佛跳牆（1977年）飾 丞相夫人 - 天龍八部（1977年） - 香港艾曼妞（1977年） - 金尼姑（1977年） - 三少爺的劍（1977年）飾 老苗子之母 - 陰陽血滴子（1977年） - 明月刀雪夜殲仇（1977年） - 財子名花星媽（1977年） - 我是一片雲（1977年）飾 吳慧中（段宛露母） - 令生令世（1977年） - 決殺令（1977年） - 太極八蛟（1977年） - 九紋龍（1978年） - 非男飛女（1978年） - 我伴彩雲飛（1978年） - 碧海情天（1978年） - 倫文敘與沙三少（1978年） - 冷血十三鷹（1978年） - 中華丈夫（1978年） - 陸小鳳傳奇之綉花大盜（1978年）飾 薛媽媽 - 色慾與純情（1979年） - 龍拳（1979年） - 小樓殘夢（1979年） - 滿宮春（1979年） - 八萬罪人（1979年） - 茅山殭屍拳（1979年） - 佳期鬧翻天（1980年） - 碟仙（1980年）飾 雅莉母 - 中國女兵（1981年） - 光陰的故事（1982年） - 奇門奇術（1982年） - 小刀會（1982年） - 陰忌（1982年） - 凶劫（1982年） - 皇帝保重（1983年）飾 精奇嬤嬤 - 人蛇大戰（1983年） - 妖魂（1983年） - 種鬼（1983年） - 魔胎（1983年） - 公僕（1984年） - 多情種（1984年） - 青蛙王子（1984年）飾 立母 - 何必有我（1985年）飾 KOKO祖母 - 挑情（1988年） - 殺之戀（1988年） - 倩女幽魂II人間道（1990年） - 吉星拱照（1990年） - 勇闖天下（1990年） - 洪福齊天（1991年） |

## 電視劇（亞洲電視）
- 1984年 《毋忘我》 飾 鄧太
- 1984年 《101拘捕令第三輯之勇敢新世界》 飾 呂達財母
- 1985年 《第四代》

## 電視劇（無綫電視）
- 1989年 《義不容情》
- 1989年 《他來自江湖》 飾 聾婆
- 1990年 《燃燒歲月》 飾 玉老太
- 1990年 《孖仔孖心肝》 飾 阿婆
- 1990年 《我本善良》 飾 如意嬸
- 1991年 《男盜女差》 飾 發母
- 1991年 《浪族闊少爺》 飾 婆
- 1992年 《龍的天空》飾 好姐
- 1992年 《飛星尋龍》 飾 焱母
- 1992年 《大時代》 飾 關彩
- 1993年 《居者冇其屋》 飾 大姨婆
- 1993年 《少年五虎》 飾 表姨婆
- 1993年 《千歲情人》 飾 葉赫那拉氏
- 1994年 《成日受傷的男人》 飾 何二姑
- 1994年 《異度凶情》 飾 古友友外婆
- 1994年 《獨臂刀客》飾 戴祖母